# BMW M62
BMW M62 — V-образные восьмицилиндровые бензиновые двигатели производства BMW. Производились с 1996 по 2005 годы.
По сравнению со своим предшественником М60, в двигателе М62 для гильз цилиндров используются сплав Алюсил (на рынках, где использовалось топливо с высоким содержанием серы) и одну цепь привода ГРМ. В 1998 году в двигателях стала использоваться система изменения фаз газораспределения VANOS.

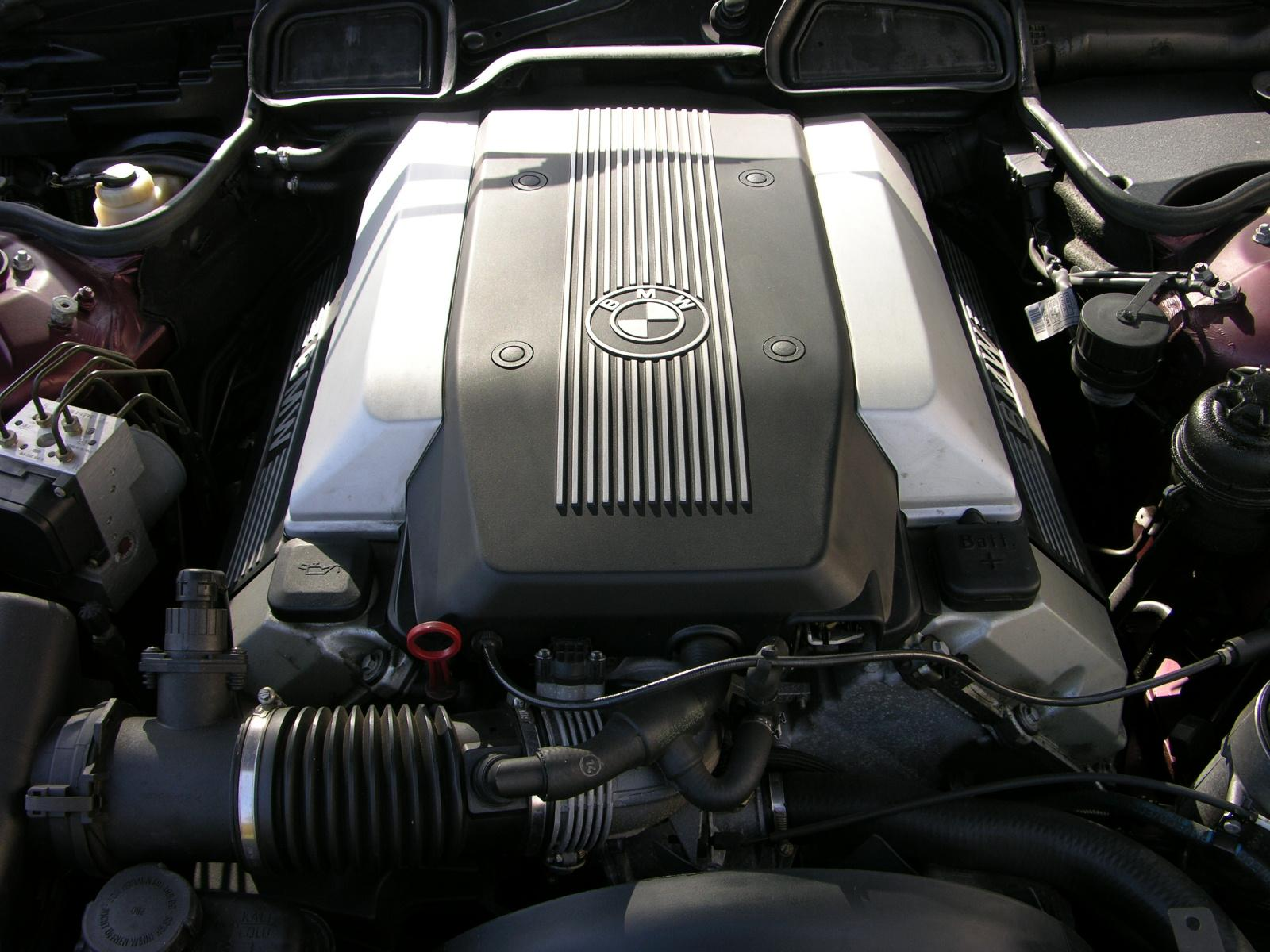
Двигатель M62 под капотом автомобиля BMW 740i (1998)

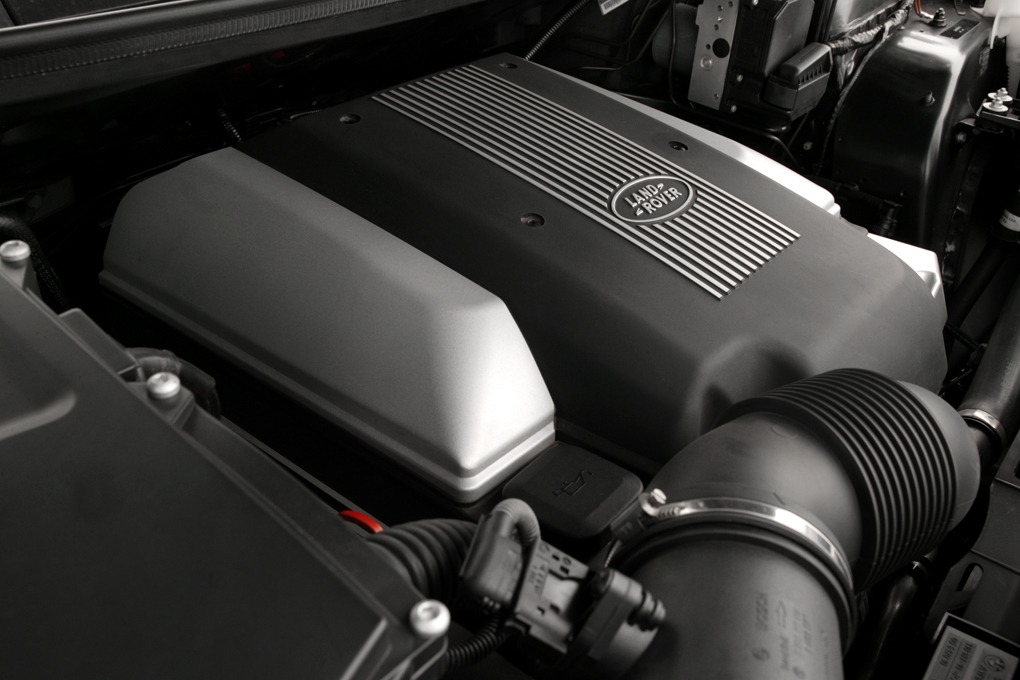
Двигатель M62 под капотом автомобиля Range Rover третьего поколения

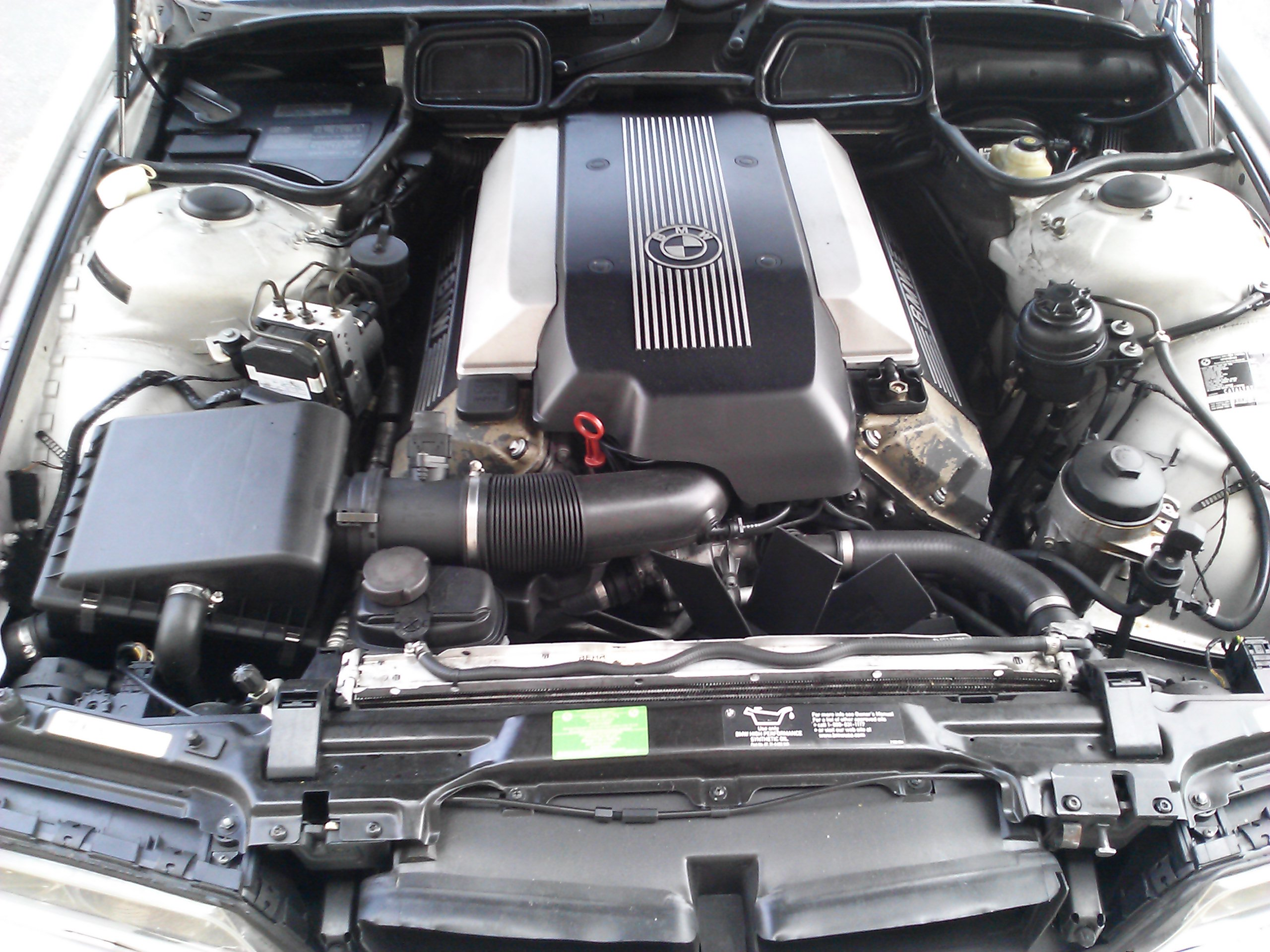
Двигатель M62 под капотом автомобиля BMW 740i (2001)

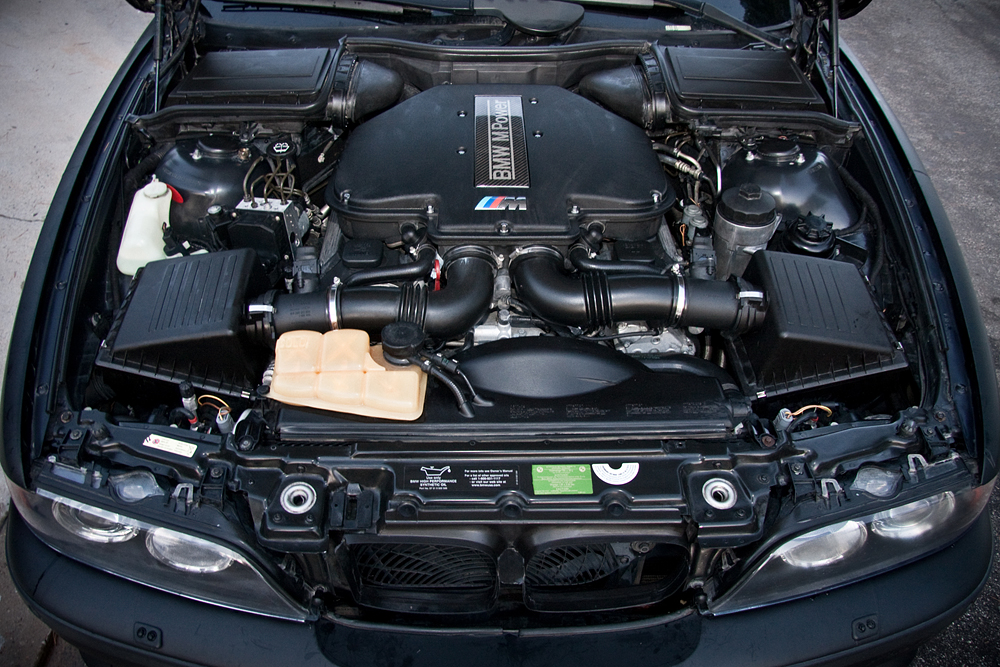
Двигатель S62 под капотом автомобиля BMW E39 M5

## Общая информация
Блок двигателя M62 был алюминиевым и имел алюсиловое или никасиловое покрытие гильз цилиндров, в зависимости от страны где продавался автомобиль.
M62 оснащен системой впрыска топлива и два распределительных вала верхнего расположения, с 4 клапанами на цилиндр. На двигатель устанавливались кованые шатуны. Система изменения фаз газораспределения устанавливалась на поздних вариантах «M62TU».

## Варианты

### M62B35
Двигатель M62B35 (358S1) имеет объём 3,5 л (3498 куб.см). Диаметр цилиндров 84 мм, ход поршней 78,9 мм. Мощность двигателя 235 л.с. (173 кВт) при 5700 об/мин, крутящий момент 320 Нм при 3300 об/мин, максимальные обороты 6200 об/мин. Устанавливался двигатель на: E39 535i (1996—1998), E38 735i/735iL (1996—1998).

### M62TUB35
С 1998 года стала применяться система VANOS, двигатели с ней получили название «M62TUB35» (358S2). Они устанавливались на:
- E38 735i/735iL (238 л.с. (175 кВт) при 5800 об/мин и 345 Нм при 3800 об/мин, 1999—2001)
- E39 535i (241 л.с. (180 кВт) при 5800 об/мин и 345 Нм при 3800 об/мин, 1998—2003)

### M62B44
Двигатель M62B44 (448S1) имеет объём 4,4 л (4398 куб.см). Диаметр цилиндров 92 мм, ход поршней 82,7 мм. Мощность двигателя 286 л.с. (210 кВт) при 5700 об/мин, крутящий момент 420 Нм при 3900 об/мин, максимальные обороты 6100 об/мин. Устанавливался двигатель на: E39 540i (1996—1998), E38 740i/740iL (1996—1998), E31 840Ci (1996—1997).

### M62TUB44
С 1998 года с системой VANOS появились двигатели «M62TUB44» (448S2). Мощность двигателя 286 л.с. (218 кВт) при 5400 об/мин, крутящий момент 440 Нм при 3600 об/мин. Устанавливался двигатель на: E39 540i (1998—2003), E38 740i/740iL (1999—2001), E53 X5 4.4i (1999—2003), Morgan Aero 8 (2000—2004), Range Rover (2002—2005).

### M62B46
Двигатель M62B46 (468S1) имеет объём 4,6 л (4619 куб.см). Диаметр цилиндров 93 мм, ход поршней 85 мм. Мощность двигателя 347 л.с. (255 кВт) при 5700 об/мин, крутящий момент 480 Нм при 3700 об/мин, максимальные обороты 6500 об/мин. Технически, этот двигатель аналогичен M62TUB44. Этот двигатель был разработан Alpina на базе M62TUB44. Устанавливался на: Alpina B10 V8 (1999—2001), Morgan Aero 8 (2000—2004), E53 X5 4.6is (2002—2003).

### M62B48
Двигатель M62B48 имеет объём 4,8 л (4837 куб.см). Диаметр цилиндров 93 мм, ход поршней 89 мм. Мощность двигателя 375 л.с. (276 кВт), крутящий момент 510 Нм. Технически, этот двигатель так же аналогичен M62TUB44. Двигатель был разработан Alpina на базе M62B46. Устанавливался на: Alpina B10 V8S (2002—2004), BMW Alpina Roadster V8 (E52) (2003).

## S62
Двигатель S62 (S62B50) это высокопроизводительный вариант двигателя M62, предназначенный для установки в E39 M5 и E52 Z8. При объёме в 5 литров (4941 куб.см), диаметр цилиндров составляет 94 мм, ход поршней 89 мм. Он имеет аналогичную конструкцию с двигателями М62, в основе так же используется алюминиевый блок.
Предыдущие двигатели для BMW M5 собирались на базе подразделения BMW M в Гархинге, а двигатели S62 для M5 производились на заводе в Дингольфинге.
Восемь индивидуальных дроссельных заслонок (по одному на цилиндр) контролируют доступ воздуха к двигателю, эти дросселя имеют электронной привод, с настройкой с места водителя, где можно выбрать обычный или спортивный режим дросселя. Для управления впрыском топлива, углом опережения зажигания и другими параметрами используется Bosch Motronic версии MSS 52.
Система изменения фаз газораспределения применена как для впускных, так и выпускных клапанов. S62 стал первым двигателем BMW конфигурации V8, имеющий эту систему. Степень сжатия 11,0:1, на двигателе используются полые распредвалы. В отличие от М62, на S62 снова применены две цепи привода ГРМ.
Мощность двигателя S62 составляет 394 л.с. (294 кВт) при 6600 об/мин и крутящий момент 500 Нм при 3800 об/мин. Максимальные обороты находятся на уровне 7000 об/мин.
Двигатель S62 устанавливался на:
- BMW E39 M5 (1998—2003)
- E52 Z8 (2000—2003)
- Ascari KZ1 (1999—2006)
- Ascari A10 (с 2006 года)